# Crespià

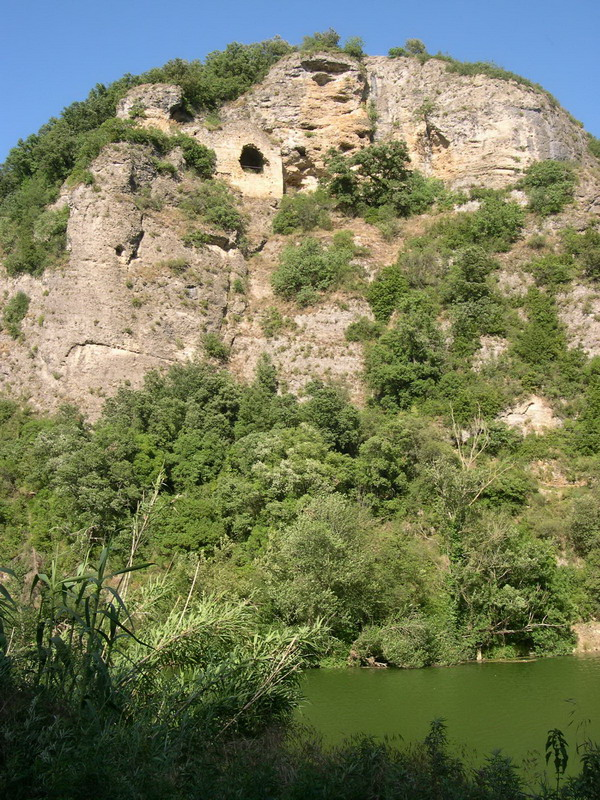
Sant Miquel de la Roca sobre el riu Fluvià

Crespià és un municipi adscrit a la comarca del Pla de l'Estany, situat a la vora del riu Fluvià.

## Geografia
- Llista de topònims de Crespià (orografia: muntanyes, serres, collades, indrets...; hidrografia: rius, fonts...; edificis: cases, masies, esglésies, etc.).

| Entitat de població | Habitants (2023) |
| Crespià             | 172              |
| Can Llavanera       | 47               |
| Pedrinyà            | 22               |
| el Portell          | 7                |
| Pompià              | 5                |
| Font: Idescat       |                  |

Masos
- Can Nas de Gos 42° 11′ 30.82″ N, 2° 49′ 9.271″ E / 42.1918944°N,2.81924194°E[1]

Orografia
- Puig de les Guardes 165,6 m.[2] 42° 11′ 43.92″ N, 2° 49′ 12.11″ E / 42.1955333°N,2.8200306°E[3]
- Puig de Batalla 155,4 m.[2] 42° 10′ 55.92″ N, 2° 48′ 23.81″ E / 42.1822000°N,2.8066139°E[4]
- Puig de Mas Riera 211,1 m.[2] 42° 12′ 1.271″ N, 2° 48′ 11.16″ E / 42.20035306°N,2.8031000°E[5] Compartit amb Cabanelles

## Turisme
S'hi troben els jaciments d'Incarcal, un conjunt de jaciments paleontològics del Plistocè inferior que es troba a la pedrera d'Incarcal. Són uns dels jaciments més importants de la península Ibèrica a causa de la gran quantitat de fòssils que s'hi han trobat i pel seu bon estat de conservació, com per exemple els del Gran felí amb dents de sabre d'Incarcal.
A més de l'església parroquial de Santa Eulàlia, d'origen romànic, hi ha dues esglésies especialment rellevants fora del nucli del poble: Sant Bartomeu de Portell, esgavellada, i Sant Miquel de la Roca, troglodita, en un cingle del Fluvià, en un abric natural. El camí que mena a la segona, que surt de la plaça Major del poble cap a l'oest, passant per les restes de la primera.

## Demografia
| 1497 f | 1515 f | 1553 f | 1717 | 1787 | 1857 | 1877 | 1887 | 1900 | 1910 |
| ------ | ------ | ------ | ---- | ---- | ---- | ---- | ---- | ---- | ---- |
| 37     | 42     | 53     | 297  | 474  | 728  | 622  | 593  | 607  | 617  |

| 1920 | 1930 | 1940 | 1950 | 1960 | 1970 | 1981 | 1990 | 1992 | 1994 |
| ---- | ---- | ---- | ---- | ---- | ---- | ---- | ---- | ---- | ---- |
| 606  | 543  | 490  | 418  | 393  | 276  | 222  | 215  | 231  | 231  |

| 1996 | 1998 | 2000 | 2002 | 2004 | 2006 | 2008 | 2010 | 2012 | 2014 |
| ---- | ---- | ---- | ---- | ---- | ---- | ---- | ---- | ---- | ---- |
| 213  | 205  | 205  | 226  | 227  | 242  | 257  | 253  | 266  | 245  |

| 2016 | 2018 | 2020 | 2022 | 2024 | 2026 | 2028 | 2030 | 2032 | 2034 |
| ---- | ---- | ---- | ---- | ---- | ---- | ---- | ---- | ---- | ---- |
| 267  | 251  | 254  | 276  | 250  | -    | -    | -    | -    | -    |